# Трухильо, Рамфис
Рафаэль Леонидас Трухильо Мартинес (исп. Rafael Leónidas Trujillo Martínez; более известен как Рамфис Трухильо (исп. Ramfis Trujillo) или Трухильо-младший (исп. Trujillo Jr.); 5 июня 1929 — 27 декабря 1969, Мадрид, Испания) — доминиканский государственный деятель. Считается приёмным сыном Рафаэля Трухильо, и после его убийства 30 мая 1961 года, ненадолго взял контроль над Доминиканской республикой. Как и его близкий друг Порфирио Рубироса, приходившийся ему шурином, Рамфис приобрёл славу безрассудного и избалованного плейбоя, кроме того он отличился своей жестокостью.

## Юные годы
Хотя Рафаэль Трухильо официально признал Рамфисa своим сыном, принято считать, что Эспаньолита (La Españolita - прозвище Марии Мартинес до её знакомства с Трухильо) прижила Рамфисa с кубинцем по имени Рафаэль Домингес, который впоследствии исчез (многие поговаривают, что был убит). Предположение, что Домингес был любовником Марии Мартинес до Трухильо, может объяснить причину того, что у Рамфисa были более европеоидные черты, нежели у Рафаэля Трухильо, имевшего африканских предков по линии бабушки. Иные же утверждают, что кубинец был первым мужем Мартинес.
Хесус Галиндес в своей знаменитой книге «Эра Трухильо» (La Era de Trujillo) утверждает буквально следующее:

«Рамфис», Рафаэль Л. Трухильо Молина мл., старший сын Трухильо, родился в 1929 году, после того как его мать вступила в брак с кубинцем, не признавшим его своим сыном. Впоследствии, Трухильо признал его как своего. Он был незаконнорождённым ребёнком от прелюбодейного союза. В 1935 Трухильо вступил в брак с матерью  Рамфиса, Марией Мартинес Альба, и он стал узаконенным.

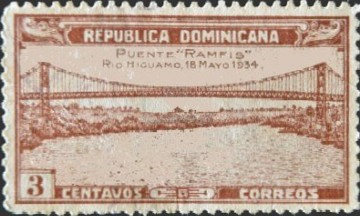
Мост «Рамфис», названный в честь пятилетия Рамфиса Трухильо

В возрасте 14 лет, Рафаэль Трухильо представил Рамфиса к званию полковника, с начислением соответствующей зарплаты и льгот. Некоторые говорят, что он получил это звание в возрасте всего четырёх лет, а в девять уже стал бригадным генералом.
В начале 1950-х годов взял себе в жёны Октавию Рикарт. Она была его первой женой и родила ему шесть детей.
В середине 1950-х годов Рамфис был отправлен на учёбу в Командно-штабной колледж армии США в Форт-Ливенворте, штат Канзас. Он пропускал занятия и часто ездил в Голливуд, где крутил романы с восходящими кинозвёздами, прежде всего с Ким Новак. Рамфис прославился покупкой роскошных автомобилей, норковых шуб и ювелирных украшений для красивых девушек. Такое помпезное вручение подарков заняло все новостные ленты, и даже в Конгрессе США встал вопрос о прекращении гуманитарной помощи Доминиканской республике. В какой-то момент в Лос-Анджелесе на автомобилях, которые водили девушки, стали появляться наклейки «Этот автомобиль — не подарок Рамфиса Трухильо» («THIS CAR WAS NOT A GIFT FROM RAMFIS TRUJILLO»).
Из-за пропусков занятий Рамфис не получил диплом. Этот факт его сильно взбесил, и в то же время унизил его отца.
Когда он вернулся домой, его жена Октавия подала на развод. Его поведение, в том числе групповые изнасилования молодых женщин и заказные убийства, заставили Рафаэля Трухильо, отправить Рамфиса в санаторий в Бельгии. Он страдал от психологических проблем, которые возможно были результатом давления со стороны отца, пытавшегося сделать сына похожим на себя. Историки Бернардо Вега и Роберт Крассвеллер документально подробно описали госпитализацию Трухильо, в частности что он проходил процедуры электрошока в 1958 году, и после этого ещё долго оставался в больнице.
Вскоре после всего этого он переехал в Париж, чтобы возобновить свой светский образ жизни. Большинство историков уверены, что Рамфис никогда не хотел быть правителем, как его отец, и что он просто хотел быть беззаботным плейбоем, избегая какой-либо ответственности. В течение этих лет, его второй официальной женой была Лит Милан (урождённая Ирис Лия Меншелл), родившаяся в США в семье венгерских эмигрантов. Она имела короткую, но относительно успешную карьеру в кино в Голливуде, особенно она была известна по фильму «Left Handed Gun», в дуэте с Полом Ньюманом. Из-за её чёрных волос и характерной внешности она часто изображала латиноамериканских и индейских девушек. У них было двое детей.

## После смерти отца
30 мая 1961 года Рафаэль Трухильо был убит в результате заговора, целью которого было положить конец 31-летнему диктаторскому режиму. Рамфис вернулся в страну из Франции, опираясь на помощь Джонни Аббеса Гарсиа, начальника Службы военной разведки Доминиканской республики. Уже 1 июня Рамфис сосредоточил в своих руках необъятную власть, был назначен командующим всеми вооружёнными силами и жёстоко расправлялся со всеми, кто был причастен к убийству его отца, убив многих подозреваемых лично. Были расстреляны военный министр генерал Фернандес и бригадный генерал Диас, жертвами репрессий стали не только заговорщики, но и многие ни в чём не повинные доминиканцы. По всей стране началась охота за «неблагонадёжными элементами». Однако, вскоре Рамфис и марионеточный президент Хоакин Балагер предприняли некоторые действия по смягчению режима. Рамфис ослабил жёсткую цензуру в прессе, а также предоставил ряд гражданских свобод. Но это ему не помогло.
25 октября бежали за границу два брата убитого диктатора — бывший президент Эктор Трухильо и генерал Арисменди Трухильо, а 14 ноября бежал и свежеиспечённый диктатор Рамфис: обратно во Францию, вместе со всеми выжившими членами семьи Рафаэля Трухильо, на борту знаменитой яхты «Анхелита» (Angelita) (более известной как «Морское облако» (Sea Cloud) (в 1952 году корабль был приобретён Рафаэлем Трухильо, и назван в честь своей дочери Анхелиты. Рамфис, отправившись изучать право в Санта-Монику в Калифорнии, забрал парусник с собой. После убийства Трухильо яхта была продана Джону Блю из Флориды, представлявшему панамскую судоходную компанию). Он взял с собой отцовский ларец, с хранящимися в нём наличными деньгами, драгоценностями и ценными бумагами на общую сумму в 4 миллиона долларов.
В 1962 году Рамфис поселился в Испании под защитой диктатора Франсиско Франко. Здесь он продолжил вести привычный для себя роскошный образ жизни
Рамфис Трухильо скончался 27 декабря 1969 года от пневмонии в испанском госпитале, куда попал после серьёзной автомобильной аварии, подобной той, в которой 11 дней ранее погиб Рубироса в Мадриде. В него врезалась Тереза Бертран де Лис, герцогиня Альбукерка, и он скончался на месте.
Трухильо был первоначально похоронен на кладбище Альмудена в Мадриде, но впоследствии его останки были перенесены на кладбище Эль Пардо, рядом с отцом. В момент аварии Трухильо ехал на Ferrari 330GT(s/n 9151), голубом 2-дверном, купленным в 1966 году. Автомобиль стоял неотреставрированным в Испании с 1969 года и, наконец, был выставлен на продажу в начале 2013 года за £ 50,000.
Некоторые дети и внуки Рамфиса Трухильо живут в Испании.

## Интересные факты
- Рамфис Трухильо фигурирует в романе «Нечестивец, или Праздник Козла» Марио Варгасы Льосы, рассказывающим о силе и бессилии власти, на примере диктатора Рафаэля Трухильо[8].